# شب و روز (نمایشنامه)
شب و روز نمایشنامه‌ای است از تام استوپارد که نخست در سالِ ۱۹۷۸ در تئاتر فینیکسِ لندن به نمایش درآمد و دو سال بر صحنه ماند.